# Similipedia eminescui
Similipedia eminescui is een naaldkreeftjessoort uit de familie van de Pagurapseudidae. De wetenschappelijke naam van de soort is voor het eerst geldig gepubliceerd in 1989 door Gutu.